# 四重結合
四重結合（よんじゅうけつごう、英: Quadruple bond）は、8電子が関与する2原子間の化学結合である。この結合はより身近な種類の二重結合と三重結合の延長線上にある。安定な四重結合はレニウム、タングステン、テクネチウム、モリブデンそしてクロムなどのdブロックの中央に位置する遷移金属元素間で最も一般的である。概して、四重結合を支持する配位子はπ供与体でありπ受容体ではない。

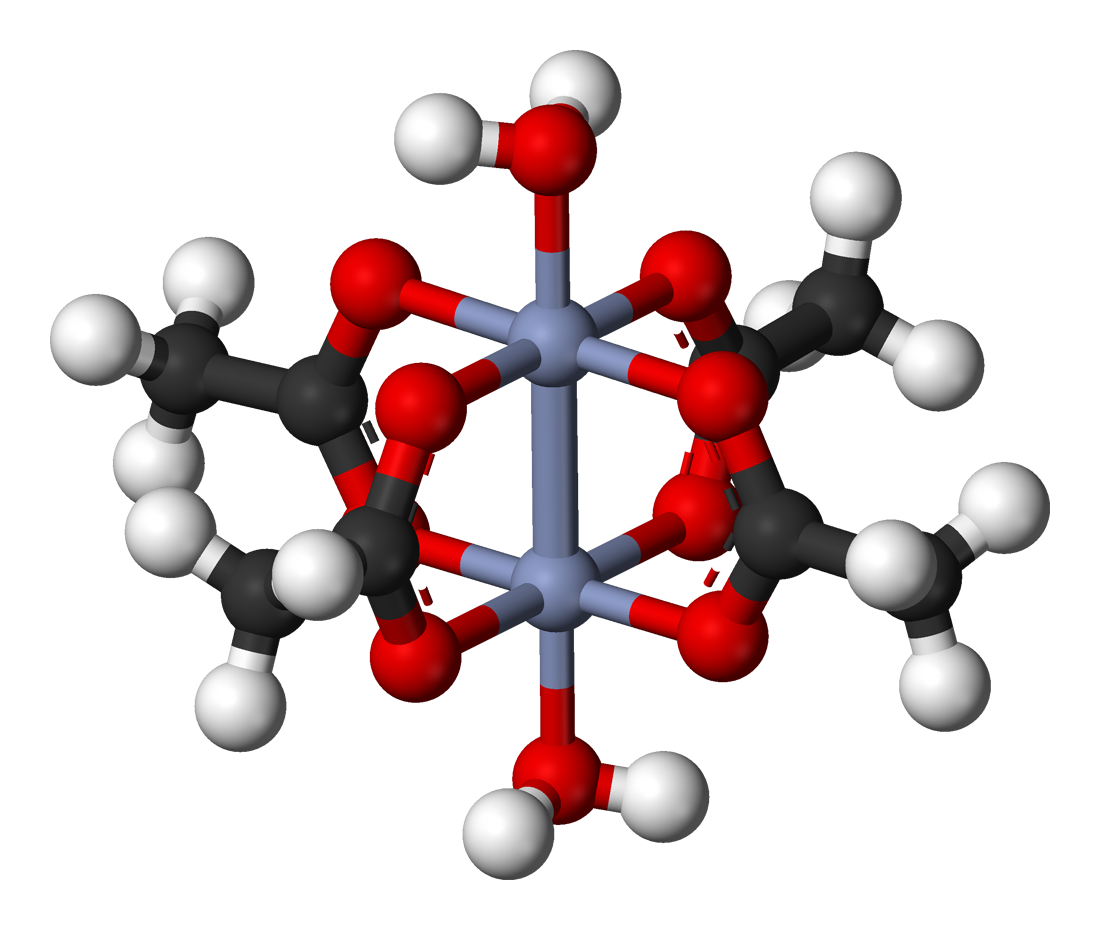
酢酸クロム(II)の構造

## 歴史
酢酸クロム(II) Cr2(μ-O2CMe)4(H2O)2は初めて合成された四重結合を含む化合物である。1844年にE・ペリゴーによって報告されたが、その独特な結合のため1世紀以上に亘って認められなかった。
四重結合を持つ化合物の最初の結晶学的研究は、ソビエトの化学者によってRe2Cl2−
8についてなされた。この研究では、非常に短いRe-Re距離が指摘されている。この短い距離（および塩の反磁性）はRe-Re結合を示している。しかし、これらの研究者らはこのアニオンをRe(II)の誘導体、すなわちRe2Cl4−
8と誤って説明していた。
その後まもなく、フランク・アルバート・コットンとC. B. Harrisがオクタクロロジレン酸カリウム（K2[Re2Cl8]·2H2O）の結晶構造を報告した。この構造解析は以前の特徴分析が誤っていたことを示していた。コットンとHarrisは、四重結合を明示的に示す結合の分子軌道理論的根拠を定式化した。この化合物のレニウム-レニウム結合長はわずか224 pmである。分子軌道理論では、この結合はσ2π4δ2として記述され、1つのσ結合、2つのπ結合、1つのδ結合を持つ。

## 構造と結合
[Re2Cl8]2−イオンは左図に示すように重なり形配座を採る。このとき、Re-Re軸に垂直でRe-Cl結合の間にある各レニウム原子上のd軌道が重なり合うことで、δ結合性軌道が形成される。Re-Cl結合に沿ったd軌道は塩素配位子の軌道との相互作用によって安定化され、Re-Re結合には寄与しない。対照的に、さらに2つの電子（σ2π4δ2δ*2）を持つ [Os2Cl8]2−イオンはOs-Os三重結合とねじれ形配座を有する。

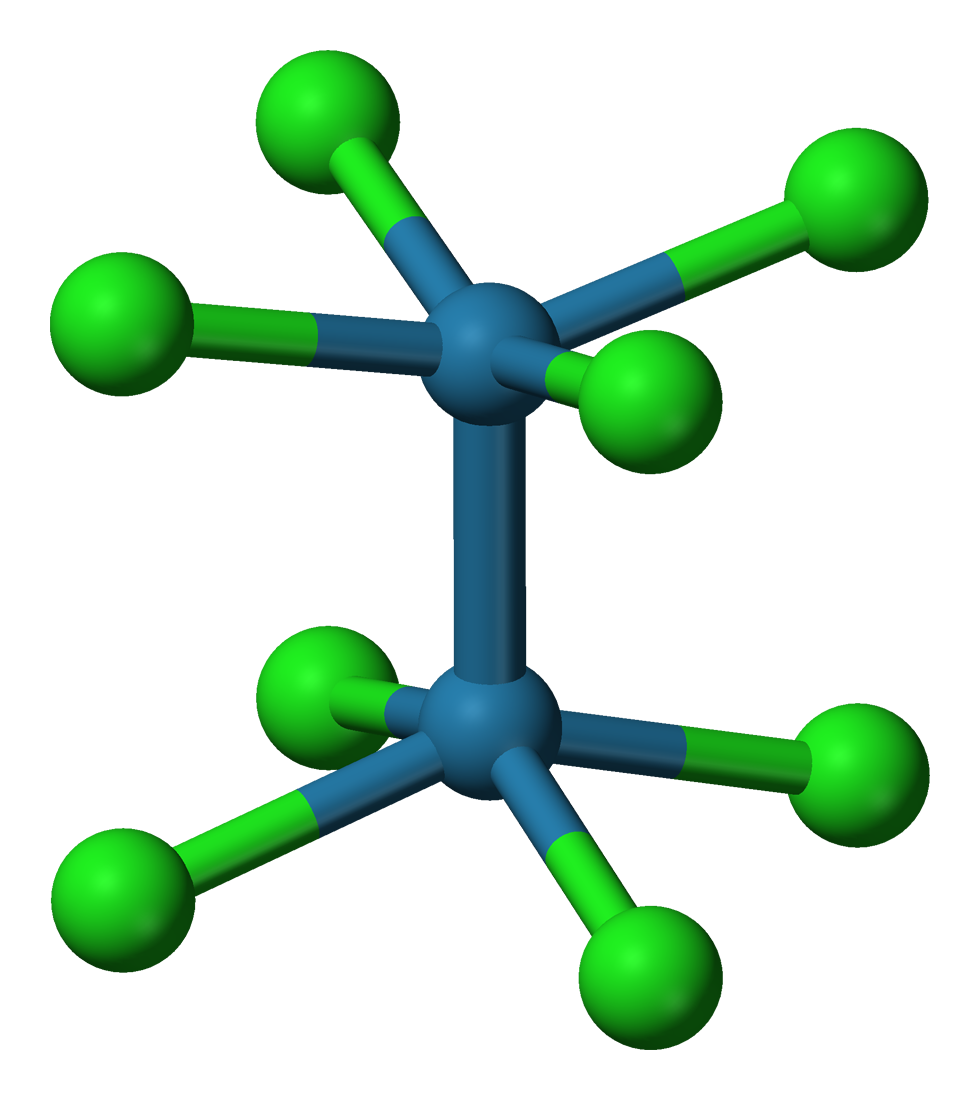
オクタクロロレニウム(III)酸イオン（[Re_{2}Cl_{8}]^{2-}）のRe-Re結合は四重結合である。

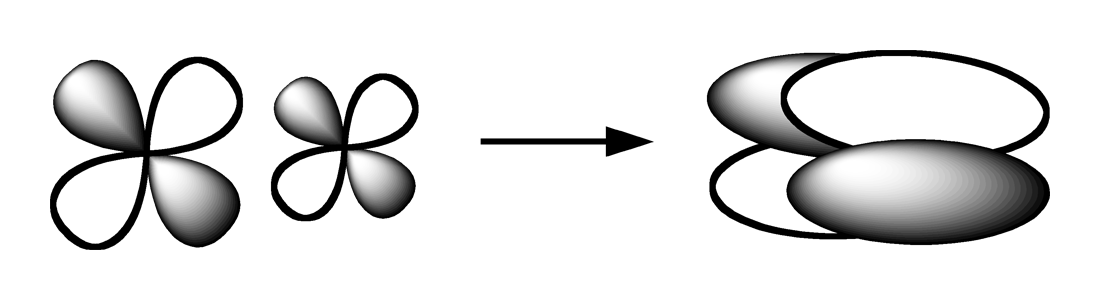
2つのd軌道の重なり合いによるδ結合の形成

遷移金属原子間に四重結合を持つ他の多くの化合物は、多くの場合、コットンと同僚らによって記述されてきた。ジレニウム化合物と等電子的な化学種はK4[Mo2Cl8]  塩（オクタクロロジモリブデン酸カリウム）である。 四重結合を持つジタングステン化合物の例としては、二タングステンテトラ(hpp)がある。
典型元素の原子間の四重結合は知られていなかった。分子軌道理論によれば、σ系に2組の対をなす電子が存在し（1つの結合性軌道と1つの反結合性軌道）、縮退したπ結合性軌道には2組の対をなす電子が存在することが示される。これを合計すると結合次数は2となる。これは、二炭素（C2）分子中の2つの炭素間に二重結合が存在することを意味する。二原子炭素の分子軌道ダイアグラムを見ると、2つのπ結合があり、σ結合はないことが分かる。しかし、S. Shaikらの最近の論文では、二原子炭素には四重結合が存在することが示唆されている。

## 推薦文献
- Cotton, F. A.; Harris, C. B. (1965). “The Crystal and Molecular Structure of Dipotassium Octachlorodirhenate(III) Dihydrate, K2[Re2Cl8]·2H2O”. Inorg. Chem. 4 (3):  330–333. doi:10.1021/ic50025a015.